# شهرستان میزولا (مونتانا)
شهرستان میزولا، مونتانا (به انگلیسی: Missoula County, Montana) یک سکونتگاه مسکونی در ایالات متحده آمریکا است که در ایالت مونتانا واقع شده‌است.

## خصوصیات
شهرستان میزولا ۶٬۷۸۰٫۶۳ کیلومترمربع مساحت دارد.